# Babatunde Olatunji
Michael Babatunde Olatunji (* 7. April 1927 in Ajido, Nigeria; † 6. April 2003 in Salinas, Kalifornien) war ein nigerianischer Perkussionist, Komponist und Förderer westafrikanischer Musik.

## Leben und Wirken
Olatunji wuchs in Nigeria auf und kam als Yoruba früh mit traditioneller afrikanischer Musik in Berührung. Er kam 1950 durch ein Stipendium von Rotary International nach Nordamerika, um zunächst am Morehouse College in Atlanta und anschließend an der New York University Verwaltungswissenschaften zu studieren. Dort gründete er zunächst nebenbei eine Perkussionsgruppe. Durch die Bekanntschaft mit John Hammond kam er 1957 zu einem Plattenvertrag mit Columbia Records. Als erste Platte erschien 1959 seine „Drums of Passion“, eines der ersten reinen Perkussionalben überhaupt. Der Erfolg der Platte führte dazu, dass Olatunji auch ein Ensemble gleichen Namens gründete, in dem beispielsweise Clark Terry, Bill Lee, Horace Silver, Yusef Lateef und Charles Lloyd spielten.
Der Meistertrommler hat nicht nur weitere eigene Einspielungen vorgelegt, sondern auch mit Jazzmusikern wie Julian Cannonball Adderley, Herbie Mann, Randy Weston sowie Max Roach und Abbey Lincoln bei deren Produktionen, z. B. Freedom Now, zusammengearbeitet. Er war ferner mit John Coltrane befreundet, der das 1962 eingespielte Stück Tunji nach ihm benannte und ihn bei der Etablierung seines Olatunji Center for African Culture in Harlem im April 1967 mit einem Konzert, einem seiner letzten Live-Auftritte, unterstützte. Mit Bassist Bill Lee war er an der Musik für den Spielfilm Nola Darling (Originaltitel She’s Gotta Have It) von Spike Lee beteiligt. Seit 1985 lehrte er am Esalen Institute.
Olatunji war zwar auch mehrfach in Europa, doch wirkte er insbesondere in Nordamerika als Botschafter afrikanischer Musik. Er war in den USA Lehrer vieler Perkussionisten, z. B. Mickey Hart, und schrieb gemeinsam mit Betty Warner-Dietz das Buch Musical Instruments of Africa: Their Nature, Use and Place in the Life of a Deeply Musical People (John Day Company, 1965).
Olatunji wird auch als „Vater der Weltmusik“ bezeichnet. Carlos Santana hatte mit einer Cover-Version des auf Drums of Passion enthaltenen Jingo-lo-ba seinen ersten großen Hit.

## Veröffentlichungen

### Diskographie
- Circle of Drums (2005 Chesky)
- Healing Session (2003 Narada)
- Olatunji Live at Starwood (2003) Recorded Live at the Starwood Festival 1997
- Drums of Passion [Expanded] (2002)
- Love Drum Talk (1997 Chesky)
- Drums of Passion and More (1994 Bear Family Records) Box-Set
- Drums of Passion: Celebrate Freedom, Justice & Peace (1993)
- Drums of Passion: The Beat (1989 Rykodisc)
- Drums of Passion: The Invocation (1988 Rykodisc)
- Dance to the Beat of My Drum (1986)
- Soul Makossa (1973 Paramount) (Single/EP)
- Olatunji
- Flaming Drums (1962 Columbia)
- Zungo! (1961)
- Drums of Passion (1959)

### Videoalben
- Olatunji Live at Starwood [DVD] (2005 ACE) Recorded Live at the Starwood Festival 1997
- African Drumming [Instructional Video] (2004)
- Love Drum Talk [Video] (1998 CHE, TMS, Chesky)

### Schriften
- mit Betty Warner Dietz: Musical Instruments of Africa: their Nature, Use and Place in the Life of a Deeply Musical People. John Day Company, New York 1965
- Yorùbá òde òní. T. Nelson, Ikeja (Lagos) 1980 (Yoruba-Sprache)
- Drums of Passion Songbook: the Songs of Babatunde Olatunji. Olatunji Music, New York 1993
- The Beat Of My Drum: An Autobiography. Temple University Press, Philadelphia 2005